# بقسا
بقسا إحدى قرى مركز قويسنا التابع لمحافظة المنوفية في جمهورية مصر العربية.

## السكان
بلغ عدد سكان بقسا 2,070 نسمة، حسب الإحصاء الرسمي لعام 2006.